# Epichnopterix gruneriella
Epichnopterix gruneriella är en fjärilsart som beskrevs av Charles Théophile Bruand d’Uzelle 1858. Epichnopterix gruneriella ingår i släktet Epichnopterix och familjen säckspinnare. Inga underarter finns listade i Catalogue of Life.